# Alberto Besozzi
Alberto Besozzi foi um eremita católico italiano, conhecido por ser o fundador da igreja de Santa Caterina del Sasso em Leggiuno, lugar onde retirou-se em oração com um estilo de vida ascético. Venerado como beato, sua memória é celebrada no dia 3 de setembro pelo catolicismo.

## Vida e veneração

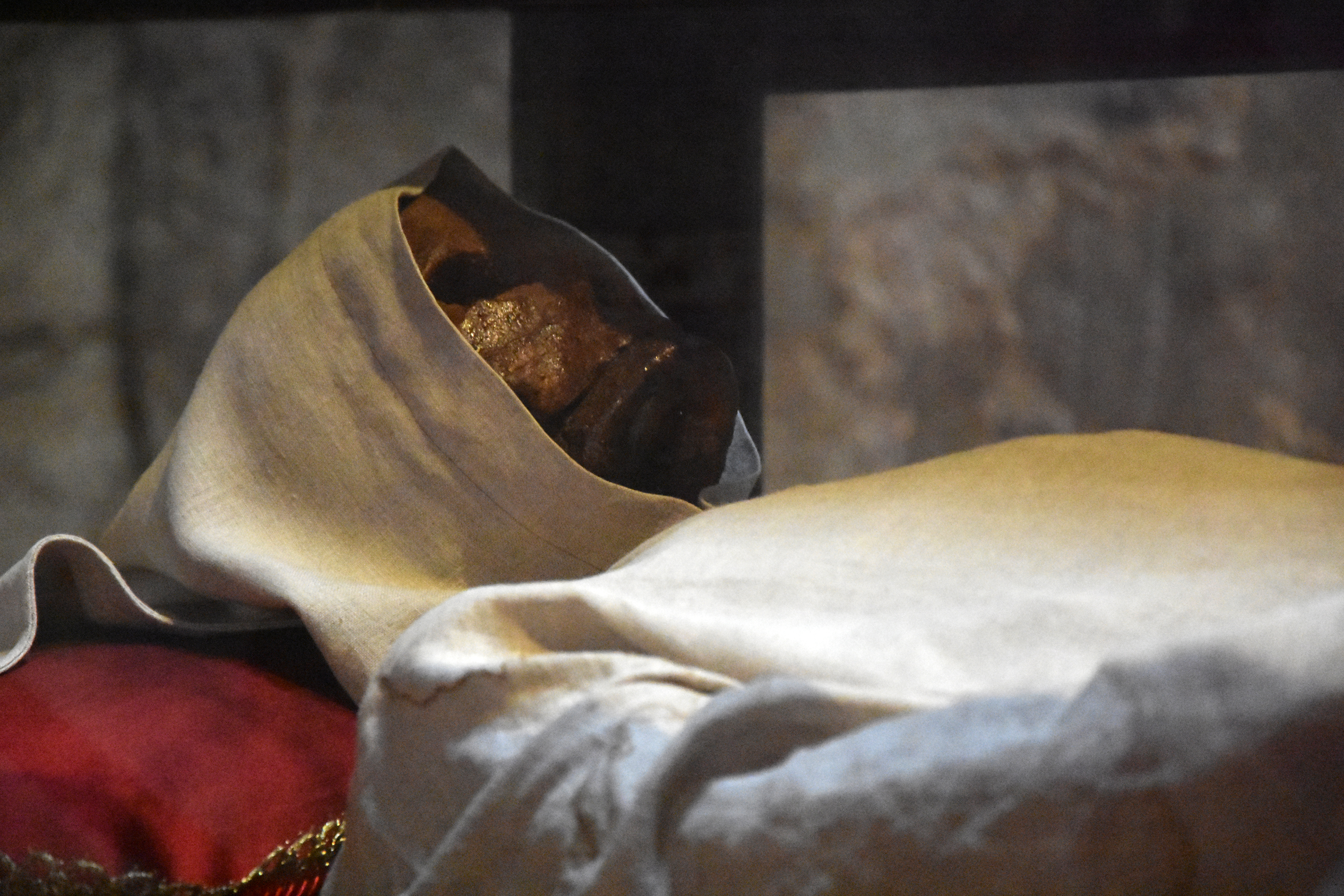
Detalhe do corpo incorrupto do beato Alberto Besozzi

Alberto nasceu em Arolo, pertencente à comuna de Leggiuno. Era filho uma família ilustre de milaneses, e desfrutava de uma posição social privilegiada. No entanto, sua ambição o levou a se envolver em práticas usurárias e comércio ilícito. Os ideias de sua vida mudaram por volta do ano 1170, quando ele e outros companheiros foram surpreendidos por uma tempestade violenta no Lago Maggiore enquanto estavam em um barco. Acreditando estar à beira da morte, Alberto invocou a ajuda divina e prometeu se converter, recorrendo especialmente a Santa Catarina de Alexandria, a quem depositava sua devoção.
Enquanto todos os seus companheiros pereceram, Alberto conseguiu chegar à costa de Leggiuno, em uma área rochosa conhecida como "Bàllaro". Essa experiência traumática o levou a refletir sobre sua vida, decidindo cumprir sua promessa. Após conversar com familiares e amigos, ele começou a reparar os danos causados em sua vida por suas ações passadas. Sua esposa, uma nobre milanesa devota, apoiou sua decisão e, de comum acordo, ingressou com ele em um mosteiro.
Alberto decidiu se retirar para o local onde a tempestade o havia levado, vivendo em total pobreza e solidão. Ele se alimentava do que a natureza lhe oferecia e aceitava pão de marinheiros que o colocavam em uma cesta. Com o tempo, sua fama de santidade cresceu, e muitas pessoas começaram a procurá-lo em busca de conselhos e orientação. Em 1195, lhe propuseram que intercedesse pelo fim da peste que assolava a região. Após oito anos de oração profunda, Alberto obteve a graça, e em sinal de gratidão, uma pequena capela foi construída ao lado de sua gruta.
Após sua morte, ocorrida em 3 de setembro de 1205, Alberto foi sepultado na pequena igreja do eremitério. Por volta de 1250, os dominicanos chegaram a Sasso Bàllaro para acompanhar os peregrinos que visitavam o seu túmulo. Cerca de um século após sua morte, o corpo de Alberto Besozzi foi encontrado incorrupto. Muitos ex-votos foram depositados em sua capela, levando-o a ser aclamado "Beato" pela população. No ano de 1770, o mosteiro foi suprimido pois restavam poucos religiosos e, em 1914, o eremitério foi declarado monumento nacional.